# Perdóname (álbum)
Perdóname es el título del álbum debut de estudio grabado por el cantautor panameño Eddy Lover. Fue lanzado al mercado por la empresa discográfica Machete Music el 12 de agosto de 2006. Contó con las canciones «No debiste volver», «Luna» y «Perdóname» en colaboración del grupo La Factoría. En el popular portal de videos YouTube, el video musical de la canción ha superado las 600 millones de visitas en 2024.

## Lista de canciones
| N.º | Título                          | Duración |  |
| 1.  | «Perdóname (Feat. La Factoría)» | 4:07     |  |
| 2.  | «Sol»                           | 4:22     |  |
| 3.  | «No debiste volver»             | 4:43     |  |
| 4.  | «Gitana»                        | 4:49     |  |
| 5.  | «Quiero hacerte el amor»        | 3:46     |  |
| 6.  | «Baja pantalones»               | 4:53     |  |
| 7.  | «Ya tú no vales la pena»        | 3:58     |  |
| 8.  | «Prefiero que te vayas con él»  | 3:29     |  |
| 9.  | «Vete»                          | 3:03     |  |
| 10. | «Es imposible»                  | 2:56     |  |
| 11. | «Baby cuéntale»                 | 2:12     |  |
| 12. | «No es tan fácil»               | 3:13     |  |
| 13. | «No quise hacerte daño»         | 3:04     |  |
| 14. | «Dime que no lo amas»           | 2:55     |  |
| 15. | «No debiste volver (Balada)»    | 3:54     |  |

## Remixes
| N.º | Título                                    | Duración |  |
| 1.  | «Perdóname (Feat. La Factoría y Farruko)» | 3:50     |  |

## Posicionamientos
| Charts (2008)              | posición |
| -------------------------- | -------- |
| Billboard Top Latin Albums | 21       |